# Déir Jászin-i mészárlás
A Déir Jászin-i mészárlás egy 1948-ban cionista zsidó fegyveres csoportok (Irgun, Lehi, Pálmách) által a palesztinai Déir Jászin falu lakosai ellen elkövetett tömegmészárlás. A mészárlás 1948. április 9. és 11. közt zajlott, a Palesztin Mandátum területén, egy hónappal Izrael állam megalapításának és függetlenségének kikiáltása előtt. A település az ENSZ Palesztinára vonatkozó felosztási terve szerint a Jeruzsálem körül kijelölt, nemzetközi fennhatóság alatt maradó területen feküdt, arab lakói pedig távol tartották magukat a zsidó-arab polgárháború harci cselekményeitől.

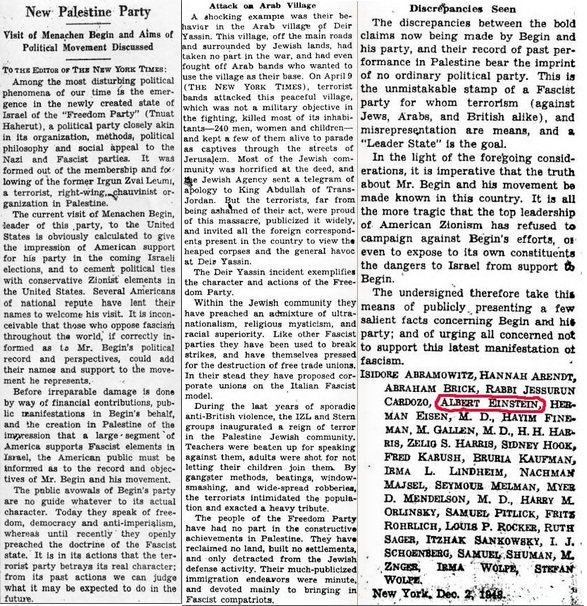
Nyílt levél a The New York Timesban, az aláírók közt Albert Einstein és Hannah Arendt.

A falut április 9-én hajnalban támadta meg körülbelül 130 zsidó fegyveres. Céljuk a település elfoglalása és az ott lakók elűzése, a település kiürítése volt. A település férfiai azonban ellenálltak a támadóknak. A harcok során négy zsidó támadó vesztette életét, sokan megsebesültek. A támadást az Irgun és a Lehi fegyveresei indították, de miután az kudarcba fulladt, a Pálmách egységei nyújtottak nekik segítséget. Miután a települést a zsidó fegyveresek végül elfoglalták, "tisztogatásba" kezdtek, aminek során válogatás nélkül gyilkolták le a település lakóit, fosztogattak és raboltak.
A mészárlás áldozatainak pontos száma tisztázatlan. A korabeli beszámolók kétszázötven körüli áldozatról szóltak, ma az ezzel foglalkozó történészek valószínűbbnek tartják a valamivel száz feletti számú áldozatot. A gyilkosságokat és törvénytelen kivégzéseket fosztogatás, rablás és nemi erőszak is kísérte.
A mészárlás óriási nemzetközi felháborodást váltott ki és nagy riadalmat keltett a palesztinai arab lakosság körében, hozzájárulva a lakosság tömeges meneküléséhez.
A mészárláshoz kapcsolódó anyagok jelentős része máig is titkos, így nem hozzáférhetőek az eseményeket a Hagana részéről megfigyelő Meir Pa'il feljegyzései és az őt kísérő fényképész helyszínen készült felvételei sem.